# Ancylodonta nitidipennis
Ancylodonta nitidipennis är en skalbaggsart som beskrevs av Germain 1898. Ancylodonta nitidipennis ingår i släktet Ancylodonta och familjen långhorningar. Inga underarter finns listade i Catalogue of Life.